# Flaminia Villagrán
Flaminia Villagrán es una cantautora y médico guatemalteca, produce música indie experimental, a la que ella define como “música fresca y sentimental”, ella junta una serie de emociones e influencias musicales adquiridas durante su carrera.

## Biografía
Flaminia Villagrán, más conocida como Flaminia, nació el 24 de agosto de 1982 en la Ciudad de Guatemala,  Guatemala, pasó su infancia en la ciudad de Austin en los Estados Unidos. Empezó a tocar el piano de oído cuando tenía 3 años de edad, e inició su adiestramiento formal de piano clásico cuando regresó a su país en 1992. Continuó estudiando piano clásico y composición, ganando varias competencias. Empezó a cantar en 1998. Se gradúa en 1999 del Centro Escolar Campoalegre. En el 2001 gana un concurso de canto a nivel latinoamericano en la Ciudad de México, lo cual le consiguió un contrato de grabación en los Estados Unidos, donde grabó un disco de música Country en Nashville. Durante su estadía en Miami en 2004 - 2006, también aprende producción e ingeniería de sonido de la mano del reconocido productor argentino Marteen Andruet. Ella se ha presentado en lugares como Madison Square Garden y  The Miami Arena.
En noviembre de 2006 regresó a Guatemala y continuo trabajando independientemente. En 2008 publicó con Alejandro Davila el álbum Trying to Believe, que combinaba elementos electrónicos con instrumentos reales.  Ese mismo año colaboró con Dj Ronxx y Santiago Niño para la canción "Inside" del disco Barista Selected Chillout Works.
En 2010 colaboró con Francis Davila para su álbum debut Shine. Sus vocales han sido tocadas por Dj's cmmo Paul van Dyk y Giusseppe Ottaviani. A inicios de 2011 obtiene el título de Médico y Cirujano en la Universidad Francisco Marroquín de Guatemala. En junio del mismo año lanza su primer álbum como solista, Flaminia, que también combina los sonidos electrónicos de sintetizadores, beats y secuenciadores, con instrumentos reales, principalmente piano, alcanzando los primeros lugares en radios locales.

## Presentación del álbumFlaminia
Este álbum es producido exclusivamente por ella, desde la composición, los arreglos, la grabación hasta la producción. “Es un esfuerzo personal de 3 años, que culmina con este disco” añadió Flaminia
Presentó su álbum homónimo, el sábado 25 de junio de 2011 en el Auditorio Juan Bautista Guitiérrez de la (UFM).

### Discografía
- Trying to Believe (2008) con Alejandro Davila
- Flaminia (2011)

### Singles
- Touch The Sky (Ft. Ale Q) No.6 en Top 20 Singles de Guatemala
- Lost (Radio Edit Ft. Carl Nunes) No.10 en Top 20 Singles de Guatemala
- Fine (Radio Edit) No.1 en Top 20 Singles de Guatemala
- Let´s Go Out Tonight Feat. Francis Davila (Shine Album Remix)No.6 Top 20 Singles de Guatemala
- Wanted (Never Again)No.19 en Top 20 Singles de Guatemala
- Wonderful No.1 en Top 20 Singles de Guatemala, No.1 en Atmósfera Chapina Y n.º 27 en las 100 del año 2011
- Whisper No.2 en Top 20 Singles de Guatemala y n.º 12 en las 100 del año 2011
- Lights Feat. Francis Davila & Estefani Brolo (Shine Album) No.2 en Top 20 Singles de Guatemala Y n.º 31 en las 100 del año 2011
- Just Believe Feat. Francis Davila & Santiago Niño (Shine Album) n.º 1 en Top 20 Singles de Guatemala Y n.º 18 en las 100 del año 2010
- Lookin' For Love Feat. Francis Davila (Shine Album) n.º 1 en Top 20 Singles de Guatemala Y n.º 8 en las 100 del año 2010.

## Flaminia Track Listing

### Regular Edition
| N.º | Título                               | Duración |  |
| 1.  | «Whisper»                            | 4:09     |  |
| 2.  | «All Alone (With the Lights On)»     | 4:11     |  |
| 3.  | «Wonderful»                          | 4:19     |  |
| 4.  | «Fine»                               | 4:40     |  |
| 5.  | «Hope You Knew (I Really Loved You)» | 3:04     |  |
| 6.  | «Trying To Believe»                  | 3:38     |  |
| 7.  | «Wanted (Never Again)»               | 3:49     |  |
| 8.  | «Mysterious Man»                     | 4:06     |  |
| 9.  | «Lost»                               | 4:17     |  |
| 10. | «Serenade»                           | 4:09     |  |

### Deluxe Edition
| N.º | Título                                                | Duración |  |
| 11. | «Trying to Believe (Dos amigos 80's Warehouse Remix)» | 3:48     |  |
| 12. | «All Alone (Luis Pedro Villagrán Ruiz Remix)»         | 5:55     |  |
| 13. | «Whisper (Dj Carl Nunes Sunset Remix)»                | 7:39     |  |
| 14. | «Wonderful (Francis Dávila Remix)»                    | 7:13     |  |

### Wonderful EP
| N.º | Título                              | Duración |  |
| 1.  | «Whisper (Acoustic)»                |          |  |
| 2.  | «Fine (Acosutic)»                   |          |  |
| 3.  | «Crying (Acoustic)»                 |          |  |
| 4.  | «Wonderful (Video Version)»         |          |  |
| 5.  | «Wanted (Never Again) -Radio Edit-» |          |  |
| 6.  | «Fine (Francis Davila Remix)»       |          |  |